# Gare de Lépin-le-Lac - La Bauche
La gare de Lépin-le-Lac - La Bauche est une gare ferroviaire française de la ligne de Saint-André-le-Gaz à Chambéry, située sur le territoire de la commune de Lépin-le-Lac, dans le département de la Savoie, en région Auvergne-Rhône-Alpes.
C'est une halte ferroviaire de la Société nationale des chemins de fer français (SNCF), desservie par des trains TER Auvergne-Rhône-Alpes qui effectuent des missions entre Lyon-Part-Dieu, ou Saint-André-le-Gaz, et Chambéry - Challes-les-Eaux.

## Situation ferroviaire
Établie à 379 m d'altitude, la gare de Lépin-le-Lac-La Bauche est située au point kilométrique (PK) 88,079 de la ligne de Saint-André-le-Gaz à Chambéry, entre les gares de Saint-Béron - La Bridoire et Aiguebelette-le-Lac.

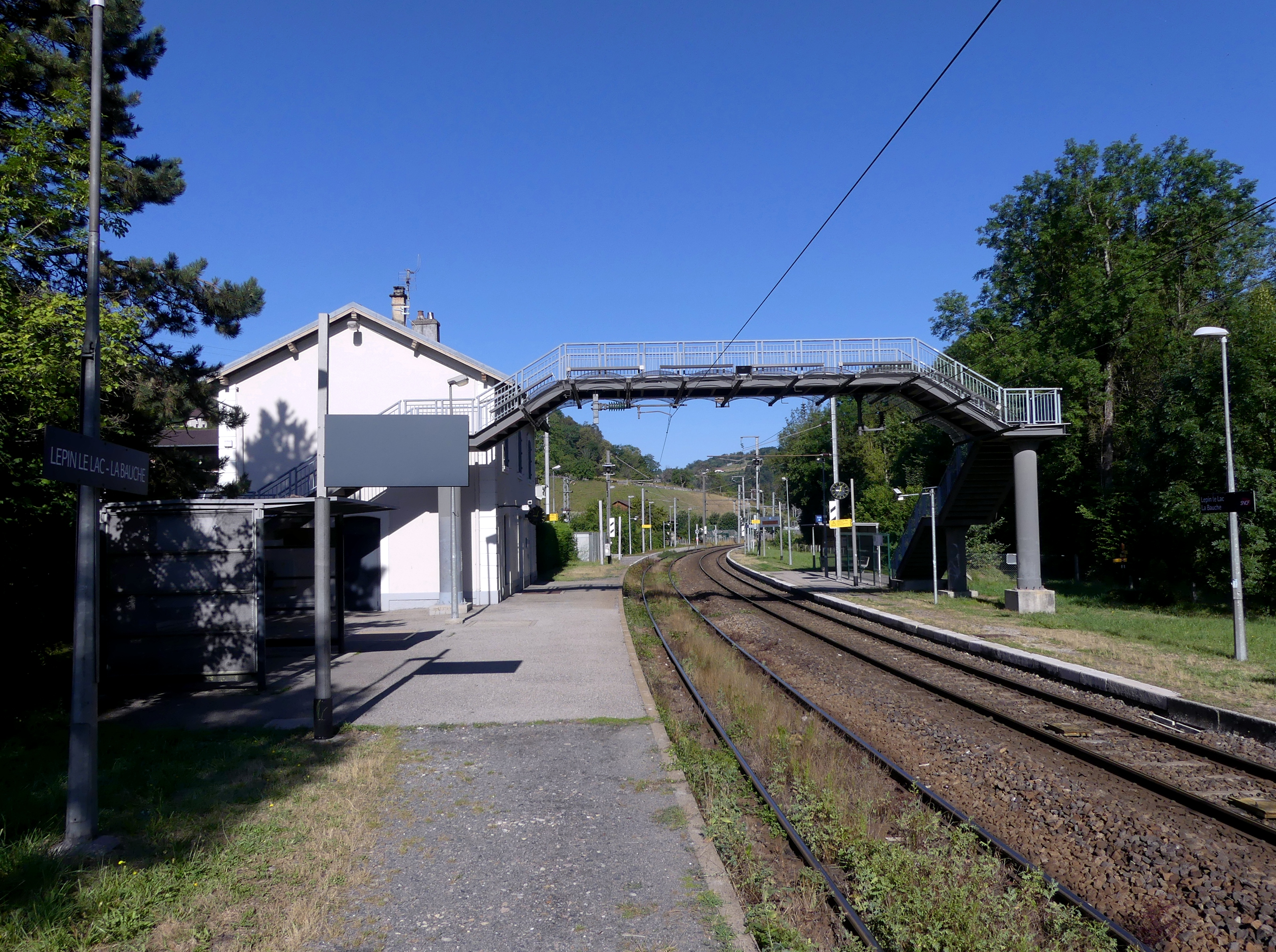
Quais de la gare, vers Lyon.

## Histoire
La ligne est ouverte le 24 septembre 1884.

## Service voyageurs

### Accueil
Halte SNCF, elle a conservé son bâtiment voyageurs tout en devenant un point d'arrêt non géré (PANG), à entrée libre, ne comportant pas de personnel permanent. Elle dispose d'une salle d'attente.

### Desserte
Lépin-le-Lac-La Bauche est desservie par des trains TER Auvergne-Rhône-Alpes qui effectuent des missions entre Lyon-Part-Dieu, ou Saint-André-le-Gaz, et Chambéry - Challes-les-Eaux, reliant parfois Modane ou Bourg-Saint-Maurice. Ces missions sont assurées par des TER 2N NG, des rames réversibles tractées par BB 22200 ou des Z2.

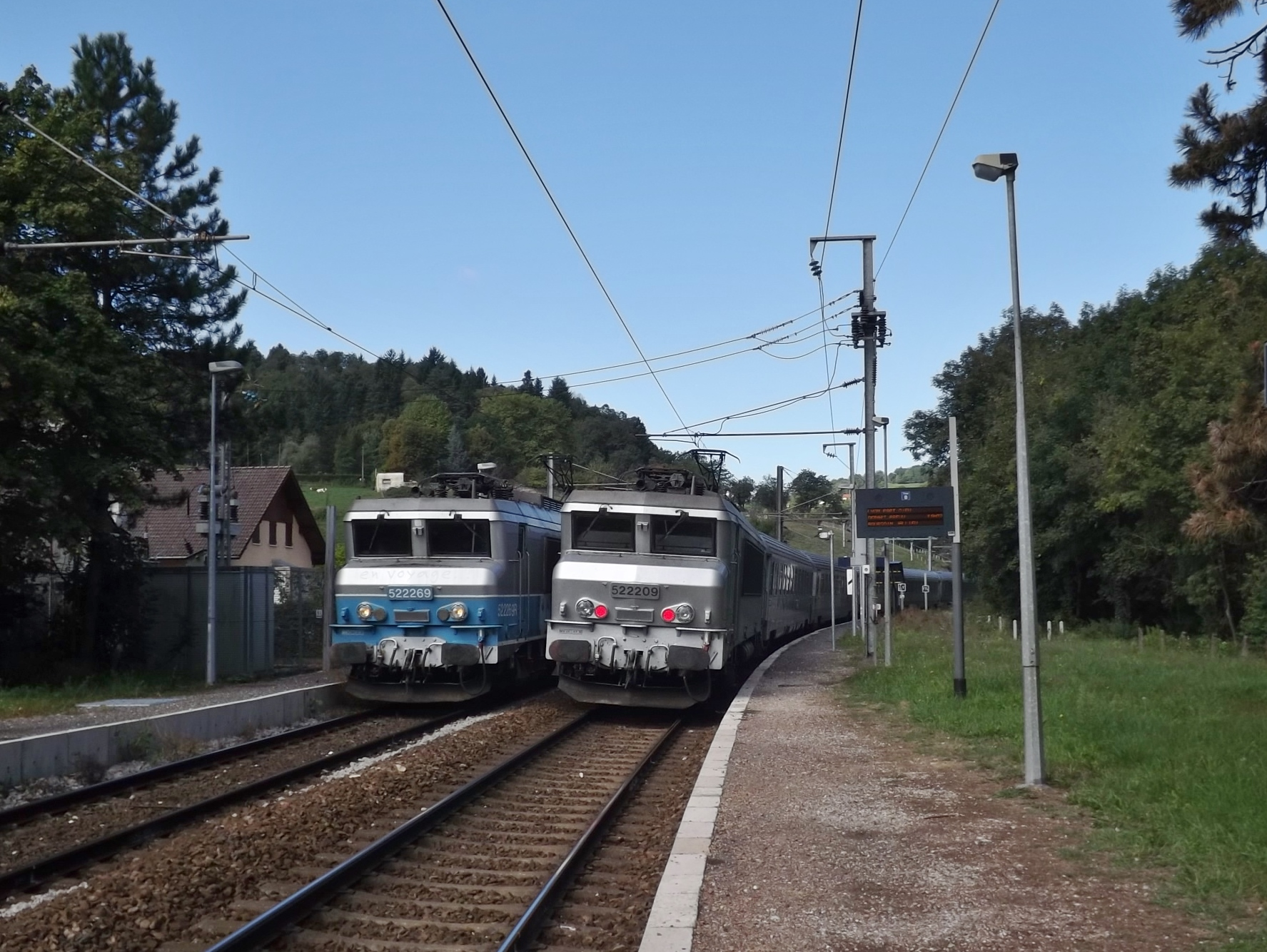
Croisement de TER en gare (2015).

### Intermodalité
Un parc pour les vélos et un parking pour les véhicules sont aménagés. La gare est desservie par la ligne de car TER Rhône-Alpes de La Tour-du-Pin à Chambéry - Challes-les-Eaux.